# Іст-Маунтен (Техас)
Іст-Маунтен (англ. East Mountain) — місто (англ. city) в США, в округах Апшер і Грегг штату Техас. Населення — 899 осіб (2020).

## Географія
Іст-Маунтен розташований за координатами 32°35′9″ пн. ш. 94°51′29″ зх. д. / 32.58583° пн. ш. 94.85806° зх. д. (32.585825, -94.857980).  За даними Бюро перепису населення США в 2010 році місто мало площу 5,32 км², з яких 5,29 км² — суходіл та 0,02 км² — водойми.

## Демографія
Згідно з переписом 2010 року, у місті мешкало 797 осіб у 315 домогосподарствах у складі 235 родин. Густота населення становила 150 осіб/км².  Було 351 помешкання (66/км²).
Расовий склад населення:
| - 92,5 % — білих - 2,8 % — чорних або афроамериканців - 0,8 % — корінних американців - 0,4 % — азіатів - 0,1 % — вихідців з тихоокеанських островів - 1,4 % — осіб інших рас |

До двох чи більше рас належало 2,1 %. Частка іспаномовних становила 4,4 % від усіх жителів.
За віковим діапазоном населення розподілялося таким чином: 22,5 % — особи молодші 18 років, 59,4 % — особи у віці 18—64 років, 18,1 % — особи у віці 65 років та старші. Медіана віку мешканця становила 41,1 року. На 100 осіб жіночої статі у місті припадало 101,8 чоловіків;  на 100 жінок у віці від 18 років та старших — 99,4 чоловіків також старших 18 років.
Середній дохід на одне домашнє господарство  становив 55 709 доларів США (медіана — 50 787), а середній дохід на одну сім'ю — 63 695 доларів (медіана — 57 361). За межею бідності перебувало 13,1 % осіб, у тому числі 15,8 % дітей у віці до 18 років та 11,8 % осіб у віці 65 років та старших.
Цивільне працевлаштоване населення становило 386 осіб. Основні галузі зайнятості: освіта, охорона здоров'я та соціальна допомога — 19,4 %, фінанси, страхування та нерухомість — 13,7 %, транспорт — 10,1 %, роздрібна торгівля — 9,8 %.